# Les Bondons
Les Bondons (okzitanisch Los Bondons) ist eine südfranzösische Gemeinde mit 141 Einwohnern (Stand 1. Januar 2022) im Département Lozère in der Region Okzitanien.

## Lage
Das Bergdorf Les Bondons liegt in ca. 935 m Höhe ü. d. M. in den nördlichen Cevennen, in der Nähe des Mont Lozère, nördlich des Flusses Tarn. Die Kleinstadt Florac befindet sich etwa 13 km (Fahrtstrecke) südlich. Zur flächenmäßig recht großen Gemeinde gehören auch die jeweils nur ca. 20 Einwohner zählenden Weiler Ruas und Malbosc.

## Bevölkerungsentwicklung
| Jahr      | 1800 | 1851 | 1901 | 1954 | 1999 | 2018 |
| --------- | ---- | ---- | ---- | ---- | ---- | ---- |
| Einwohner | 902  | 1004 | 830  | 367  | 150  | 143  |

Der Bevölkerungsrückgang im 20. Jahrhundert ist im Wesentlichen auf die abgelegene Lage des Ortes und den Verlust an Arbeitsplätzen infolge der Mechanisierung der Landwirtschaft zurückzuführen.

## Wirtschaft
Die Bewohner der Gemeinde Les Bondons lebten jahrhundertelang als Selbstversorger von der Landwirtschaft: In den Tallagen wurde Getreide angebaut, wohingegen die Hochflächen als Viehweiden dienten. Im 20. Jahrhundert wurden die ehemaligen Wege zu Straßen ausgebaut, was die Abwanderung verstärkte. Heute lebt man immer noch von ein wenig Ackerbau und Viehzucht, doch spielt seit den 1970er und 1980er Jahren der Tourismus und hier insbesondere die Vermietung von Ferienwohnungen (gîtes) die bedeutendste Rolle im Wirtschaftsleben.

## Geschichte
Die Gegend wurde bereits in der Jungsteinzeit besucht, eine Siedlung des Chalkolithikums ist aus Caousou Viel bekannt. Danach blieben der abgelegene Ort und seine Bewohner von den großen Ereignissen der Region, z. B. den Kamisardenkriegen zu Beginn des 18. Jahrhunderts, weitgehend unberührt.

## Sehenswürdigkeiten
- Der Ort selbst ist ein Bergdorf mit einigen älteren Häusern aus Naturstein.
- Die Pfarrkirche (Église Saint-Saturnin) ist ein spätromanischer Bau aus Haustein mit einem Glockenturm auf der Nordseite.
- Auf dem Cham des Bondons genannten Hochplateau stehen mehr als 150 zum Teil stelenartig behauene Menhire aus der Jungsteinzeit. Rundwanderwege sind gekennzeichnet.
- Die dem hl. Privatus geweihte Kirche Saint-Privat im Weiler Malbosc ist ein einfacher Bau des 16. Jahrhunderts mit einem Glockengiebel (clocher mur).

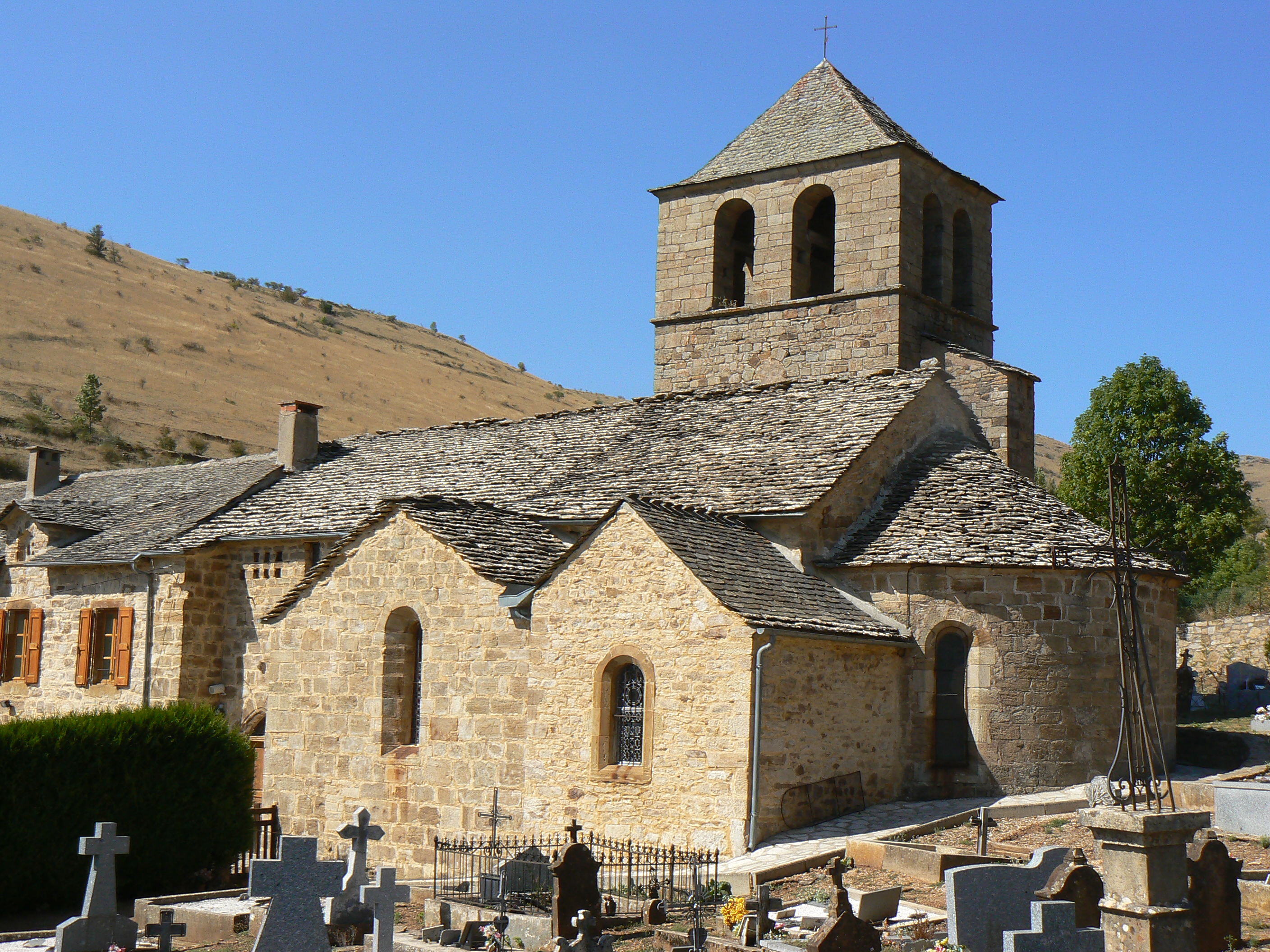
Kirche Saint-Saturnin